# 高嶋ひでたけと里崎智也 サタデーバッテリートーク
『高嶋ひでたけと里崎智也 サタデーバッテリートーク』（たかしまひでたけとさとざきともやサタデーバッテリートーク）はニッポン放送で2018年10月6日から2019年3月30日まで放送していたトーク番組。

## 番組概要
ニッポン放送平日朝帯ワイド番組の顔として長年親しまれてきた元同局アナウンサーである高嶋が、2018年3月30日で『高嶋ひでたけのあさラジ!』が終了した後、高嶋の番組リスナーからの要望を受け、半年振りにニッポン放送の番組に戻ると共に、2017年度のナイターオフに放送された『里崎智也のスポーツ直球勝負!』のパーソナリティを務めた里崎とコンビを組み、この1週間に起こった様々な話題をリスナーから寄せられるメッセージと共に「総まとめ」で送るトーク番組で、2017年度ナイターオフの同時間帯で放送された『イマ旬!サタデーナイト』の放送枠とその前後の放送枠を統合し、放送時間を拡大している。また、『吉田尚記のコミパラ!with 里崎智也』を19:45-19:55に内包する。
なお、翌2019年度のナイターオフシーズンでは、高嶋の冠番組としては同時間帯の1時間番組『やじうまサタデー よっ!たかしま屋!』、この番組が担っていたスポーツ主体のワイド番組としての役割は金曜日の『ザ・フォーカス〜フライデースペシャル』が担うことになった。

## 出演者

### パーソナリティ
- 高嶋ひでたけ（フリーアナウンサー）
- 里崎智也（ニッポン放送 ショウアップナイター解説者）

### ニュースキャスター
- 小永井一歩（ニッポン放送アナウンサー） - 2018年10月20日

### その他出演者

#### 代理パーソナリティ
- 煙山光紀（ニッポン放送アナウンサー）※里崎の代理 - 2018年11月17日、2019年1月12日
- 潮田玲子（タレント、元バドミントン選手）※高嶋の代理 - 2018年12月1日

## タイムテーブル
生放送につき、記載されている時間は目安
| タイムテーブル 18時台 | タイムテーブル 18時台                                          | タイムテーブル 18時台 |
| 時刻                  | 内容                                                           | 備考 |
| --------------------- | -------------------------------------------------------------- | --- |
| 18:00.00              | オープニング                                                   | 高嶋、里崎の順に挨拶。OPトーク後、メッセージの呼び込みと紹介を行う                                                                                                 |
| 18:15.00              | OPEN HOUSEPresents スポーツニュース&東京ヤクルトスワローズ情報 | 『ショウアップスポーツ』と同内容のプロ野球含めたスポーツ情報を ニッポン放送スポーツ部のアナウンサーが、一週間のスワローズ情報を スポーツライターの菊田康彦が伝える |
| 18:25.00              | ニッポン放送交通情報（警視庁）                                 | |
| 18:27.00              | ニュース荒れ球トーク                                           | パーソナリティ双方が気になったニュースや話題を勝手にトークするコーナー                                                                                             |
| 18:40.00              | 日本通運Presents サムライジャパンPlayer                        | 現役サムライ・ジャパンの注目プレイヤーやOBである名選手や チームの裏方へインタビューコーナー                                                                        |
| 18:50.00              | ラジオリビング                                                 | 2018年11月から唯一この番組のみ、土曜に『ラジオリビング』が編成された                                                                                               |
| 18:54.00              | バッチ来い天気予報                                             | 里崎が気象情報を読み上げて、天気の例えを無理矢理プロ野球の選手等に例えて紹介する 「バッチ来い!（バッター打って来い）の意味」のアタック音で締める                   |
| 18:55.00              | 交通情報（首都高）                                             | 交通情報後の残り尺でリスナーテーマメッセージを紹介 |
| 19時台                |                                                                | |
| 時刻                  | 内容                                                           | 備考 |
| 19:00.00              | 19時台オープニングトーク                                       | 18時台と同様 |
| 19:05.00              | ひでたけ、里崎のロッカールームへようこそ                       | ゲストとのトークコーナー |
| 19:32.00              | セノンPresents 守りの名手                                      | 提供社の広告枕である「守りの名手」と言われたプロ野球OBや 現役選手にインタビューコーナー                                                                            |
| 19:42.30              | リスナーメッセージ                                             | |
| 19:45.00              | 吉田尚記のコミパラ!with 里崎智也                               | 2015年のナイターオフ期に開始した、里崎と吉田の内包番組 |
| 19.56.00              | メッセージ紹介                                                 | |
| 20時台                |                                                                | |
| 時刻                  | 内容                                                           | 備考 |
| 20:00.00              | 20時台オープニングトーク                                       | 18時、19時台と同様 |
| 20:11.00              | 名言、名場面プレイバック                                       | 高嶋が名言や名場面の音源を紹介するコーナー |
| 20:19.00              | スポーツ珍言プレイバック                                       | ニッポン放送のスポーツ実況での珍実況の音源を紹介するコーナー |
| 20:25.00              | エンディング                                                   | 積み残しのメッセージ紹介と、次週のゲスト紹介 |

## 放送時間
『ニッポン放送ショウアップナイター』中継時（クライマックスシリーズならびに2018年 日本シリーズの開催日）は、19時以降のネットパートのみを野球中継を行わないネット局へ裏送りするケースと、全編休止として野球中継を行わないネット局へは『サウンドコレクション（雨傘番組）を裏送りするケースに分かれる。
地方ネット局は、いずれも後続の『須田慎一郎のニュースアウトサイダー』とセットでネットしている。このため、ニッポン放送スペシャルウィーク等で放送時間を21:30まで拡大する場合も、ネット局も21:00までは放送する。
※JST表記
| 放送地域   | 放送局                        | 放送時間           | 放送期間        |
| ---------- | ----------------------------- | ------------------ | --------------- |
| 関東広域圏 | ニッポン放送（LF） （制作局） | 土曜 18:00 - 20:30 | 2018年10月6日 - |
| 富山県     | 北日本放送（KNB）             | 土曜 19:00 - 20:30 | 2018年10月6日 - |
| 山口県     | 山口放送（KRY）               | 土曜 19:00 - 20:30 | 2018年10月6日 - |
| 徳島県     | 四国放送（JRT）               | 土曜 19:00 - 20:30 | 2018年10月6日 - |

### 放送時間変更等
2018年
- 12月29日：特別番組『細川たかしと水森かおりのニッポン列島しりとり歌合戦』（18:00 - 19:00）、『コトブキツカサの2018年 映画界総決算』（19:00 - 20:30）を放送のため休止[10]。